# Nicolas Cowan
Nicolas Cowan (né en 1979 à Los Angeles) est un acteur américain. Il est connu pour son rôle dans Surf Ninjas.

## Jeunesse
Nicolas Cowan est né en 1979 d'un père philippin et d'une mère irlando-allemande. À 6 ans, le théâtre commença à l'intéresser.

## Filmographie
| Année     | Titre                      | Rôle        | Notes            |
| --------- | -------------------------- | ----------- | ---------------- |
| 1987      | 260 chrono                 | inconnu     | coupé au montage |
| 1989      | Le Cavalier solitaire      | Renard gris | 1 épisode        |
| 1991      | Alligator 2, la mutation   | Felipe      |                  |
| 1992-1993 | Dans la chaleur de la nuit | Eric DeLong | 2 épisodes       |
| 1993      | Surf Ninjas                | Adam        |                  |